# Église Notre-Dame de Genêts
Pour les articles homonymes, voir Église Notre-Dame.
L'église Notre-Dame de Genêts est un édifice catholique qui se dresse sur le territoire de la commune française de Genêts, dans le département de la Manche, en région Normandie.
L'église est classée aux monuments historiques.

## Localisation
L'église Notre-Dame est située dans le bourg de Genêts, dans le département français de la Manche. L'église est construite au centre d'un ancien petit port, où aboutissaient les chemins montois de Granville, Coutances, Barfleur, Caen et Falaise, avant la traversée des grèves au risque des marées et des sables.

## Description
Du premier édifice du XIe siècle, il ne subsiste que des parties du croisillon sud. L'église reconstruite par l'abbé Robert de Torigni (c. 1110-1186) a été consacrée en 1157.
Le portail date de la fin du XIe siècle. Le porche, sur le côté méridional de la nef date du XIVe siècle. De cette période, nous est parvenu le transept avec ses puissantes piles de granite, mais dont les chapiteaux ont probablement été retaillés au XIVe siècle. Le chœur date du premier tiers du XIIIe siècle. Ses corbeilles lisses ou décorées de crochets, et ses bases ornées d'un rang de perles, rappellent les colonnes du cloître du Mont-Saint-Michel et de la salle capitulaire de Hambye. Le pignon est ajouré d'un triplet couronné d'une rose lobée, et son vitrail, très abîmé, représente des scènes de la vie du Christ. La nef du XVe siècle, et qui a été restaurée au XVIIIe siècle, s'ouvre par un porche flamboyant à la charpente carénée.
Le clocher du XIIe siècle a été surélevé au XVe siècle. Coiffé en bâtière et assis sur la croisée du transept, il est percé à l'étage supérieur sur chacune de ses faces par une baie géminée. Son toit est agrémenté à sa base, au sud et au nord, par deux petites galeries avec balustrade ajourée.

## Protection aux monuments historiques
L'église et le cimetière qui l'entoure sont classés au titre des monuments historiques par arrêté du 13 juin 1959.

## Mobilier
L'église abrite diverses œuvres classées au titre objet aux monuments historiques : un maître-autel (XVIIIe siècle) et autels latéraux (XVIIe siècle), des chandeliers d'autel et croix de procession (XVIIIe siècle), un tableau de l'Assomption de la Vierge (XVIIIe siècle), des statues : saint Sébastien et la Vierge. Elle renferme également un tableau (XXe siècle) mémorial aux morts de la guerre 1914-1918 de Paul Lavallé.